# Estadio El Fortín (Bahía Blanca)
El Estadio "El Fortín" es el actual estadio de fútbol del Club Villa Mitre de Bahía Blanca. Fue construido en el año 1953 e inaugurado el día 12 de julio del mencionado año. Actualmente, cuenta con capacidad para 10.000 personas.

## Historia
En el año 1950 el Club adquiere los terrenos Necochea y Maipú de 120x120 metros cuadrados.
Para el año 1952 se construye la Tribuna Popular de 50 metros de largo por 5 escalones y la Tribuna Oficial de 25 metros de largo por 16 escalones.
El Estadio es inaugurado el 12 de julio de 1953, en un partido amistoso contra Pacífico donde empataron 0 a 0.
La formación de Villa Mitre ese día fue: A. Galante, P. Esteban y E. Espejo; S. Romano, E. Villar, y C. Cermeño; P. Calacho, M. Monteserín, S. Caputta, N.Morresi y H. Piampiani.
El 21 de octubre de 2006 se inauguraron las luces ante Huracán de Tres Arroyos, donde igualaron 1 a 1 en un partido de la Primera Nacional 2006-07.

## Datos
- Inauguración: 12 de julio de 1953.
- Ubicación: el estadio se encuentra situado en la manzana compuesta por las calles Avenida Maipú, Godoy Cruz, Caseros y Necochea.
- Capacidad: 8.000 espectadores.
- Dimensiones: 100 m x 70 m.